# Seweryn Bieńkuński
Seweryn Bieńkuński herbu własnego – strukczaszy i skarbnik oszmiański, poseł oszmiański na sejm grodzieński (1793), na którym pierwszy złożył projekt rozwiązania konfederacji targowickiej, członek konfederacji grodzieńskiej 1793 roku.